# Мокшанка
Мокшанка — река в России, протекает в Бутурлинском районе Нижегородской области. Устье реки находится в 148 км по правому берегу реки Пьяна. Длина реки составляет 18 км, площадь бассейна — 66 км².
Исток реки юго-западнее села Мокса  (Уваровский сельсовет) в 8 км к югу от посёлка Бутурлино. Течёт на северо-восток по безлесой местности, на реке стоят сёла Мокса  и Уварово. В низовьях протекает через заболоченную низменность на правом берегу Пьяны. Впадает в боковую старицу Пьяны у деревни Чернуха десятью километрами восточнее Бутурлина.

## Данные водного реестра
По данным государственного водного реестра России относится к Верхневолжскому бассейновому округу, водохозяйственный участок реки — Сура от устья реки Алатырь и до устья, речной подбассейн реки — Сура. Речной бассейн реки — (Верхняя) Волга до Куйбышевского водохранилища (без бассейна Оки).
По данным геоинформационной системы водохозяйственного районирования территории РФ, подготовленной Федеральным агентством водных ресурсов:
- Код водного объекта в государственном водном реестре — 08010500412110000039920
- Код по гидрологической изученности (ГИ) — 110003992
- Код бассейна — 08.01.05.004
- Номер тома по ГИ — 10
- Выпуск по ГИ — 0